# Hespereburia balouporum
Hespereburia balouporum là một loài bọ cánh cứng trong họ Cerambycidae.